# Сетут
Сетут або Сененех… — імовірний фараон з IX династії.

## Життєпис
Відомий лише за Туринським списком, де зазначено його ім'я, але його закінчення стерто.